# Beallsville (Ohio)
Beallsville és una població dels Estats Units a l'estat d'Ohio. Segons el cens del 2000 tenia 423 habitants.

## Demografia
Segons el cens del 2000, Beallsville tenia 423 habitants, 171 habitatges, i 114 famílies. La densitat de població era de 441,4 habitants per km².
Dels 171 habitatges en un 32,2% hi vivien nens de menys de 18 anys, en un 49,7% hi vivien parelles casades, en un 11,7% dones solteres, i en un 33,3% no eren unitats familiars. En el 29,2% dels habitatges hi vivien persones soles el 14,6% de les quals corresponia a persones de 65 anys o més que vivien soles. El nombre mitjà de persones vivint en cada habitatge era de 2,47 i el nombre mitjà de persones que vivien en cada família era de 3,05.
Per edats la població es repartia de la següent manera: un 24,3% tenia menys de 18 anys, un 12,5% entre 18 i 24, un 28,6% entre 25 i 44, un 22,9% de 45 a 60 i un 11,6% 65 anys o més.
L'edat mediana era de 33 anys. Per cada 100 dones de 18 o més anys hi havia 83,9 homes.
La renda mediana per habitatge era de 25.893 $ i la renda mediana per família de 34.063 $. Els homes tenien una renda mediana de 26.750 $ mentre que les dones 20.938 $. La renda per capita de la població era de 20.672 $. Aproximadament l'11,9% de les famílies i el 18,1% de la població estaven per davall del llindar de pobresa.

## Poblacions més properes
El següent diagrama mostra les poblacions més properes.